# Bionicle (игра)
Bionicle, также известна как Bionicle: The Game — компьютерная игра в жанре платформер 2003 года, разработанная Argonaut Games и изданная Electronic Arts и Lego Interactive для платформ GameCube, Playstation 2, Xbox и Microsoft Windows. Также существует порт для Mac OS X и отдельная версия для Game Boy Advance. В версии для домашних консолей игрок управляет покорителями стихий Тоа на закрытых уровнях; некоторые уровни представляют собой классические трёхмерные платформеры, тогда как в других используются индивидуальные механики, такие как катание на сноуборде или сёрфинг по лаве. Сюжетно игра базируется на мифологии франшизы Lego Bionicle и повествует о воинах Тоа, защищающих остров Мата Нуи от злого духа Макуты и его приспешников.
Bionicle получила смешанные, преимущественно негативные отзывы критиков, которые сетовали на её короткую продолжительность и неотзывчивую камеру; в то же время они хвалили некоторые элементы игрового процесса, в частности механику поглощения стихий. Из-за плохих продаж Argonaut Games не получила лицензионного вознаграждения, в результате чего компания распалась в августе 2006 года. В 2012 году в сеть просочилась демоверсия так и не вышедшего сиквела под рабочим названием Bionicle: City of Legends.

## Игровой процесс и сюжет

Скриншот из игры, демонстрирующий сражение Тоа Таканувы с финальным боссом Макутой

Bionicle — это трёхмерный платформер с видом от третьего лица. Помимо обычных уровней в игре есть этапы с уникальной механикой, на которых протагонист катается на сноуборде или пересекает лаву с помощью сёрфинга. По мере прохождения игрок собирает светокамни, которые открывают бонусные материалы. На некоторых уровнях встречаются пленённые жители острова — Матороны —, которые помогают игроку решить головоломки после освобождения. Игровой процесс за Тоа отличается в зависимости от используемых ими элементов в бою; при этом игрок не должен фокусировать цель, игра автоматически определяет ближайшего оппонента. Также игрок может произвести серию выстрелов стихийных зарядов, если правильно рассчитает паузы между атаками. Атаки расходуют шкалу элементарной энергии; чтобы пополнить её, игрок может: на некоторое время воздержаться от нападения, поглотить вражеские атаки или высосать силу стихии из окружающей среды; в последнем случае игрок становится уязвим для нападения. Существует четвёртый способ пополнения энергии — она хранится в особых масках под названием Канохи Силы, разбросанных по всей игре.
События Bionicle разворачиваются на вымышленном острове Мата Нуи, разделённом на шесть регионов — или Вахи —, каждый из которых олицетворяет отдельно взятую стихию: водный регион Га-Вахи, регион джунглей Ли-Вахи, ледяной и горный регион Ко-Вахи, подземный регион Ону-Вахи, пустынный регион По-Вахи и вулканический регион Та-Вахи. В каждом регионе есть деревня — или Коро —, которую возглавляет старейшина, Турага. Неподалёку от центра острова расположен великий храм Кини-Нуи. Каждую деревню защищает покоритель стихии Тоа. По словам ведущего сценариста франшизы Грега Фаршти, создатели игры вольно интерпретировали мифологию Lego Bionicle; с другой стороны, некоторые игровые нововведения, такие как Канохи Силы, были интегрированы в основную историю франшизы. Игрок управляет шестёркой Тоа, как в их первоначальном состоянии — Мата —, так и в усиленном — Нува, а также седьмым протагонистом — Тоа света Таканувой. По сюжету, Тоа защищают Мата Нуи от злого духа Макуты и его приспешников; кульминацией их противостояния становится битва между Таканувой и Макутой.
Версия для Game Boy Advance представляет собой изометрический платформер. В интервью фан-сайту Bionicle BZPower разработчики игры отметили, что хотя в ней рассказывается та же история и присутствует большее количество персонажей нежели в версии для домашних коснолей, она уступает последней по части разнообразия контента. В игре присутствуют все шесть регионов, а также шестёрка Тоа и Таканува.

## Разработка и выпуск
Из интервью фан-сайту Bionicle BZPower стало известно, что разработка версии Bionicle для домашних консолей началась в октябре 2001 года. LEGO Interactive заключила контракты с компаниями Argonaut Games и Electronic Arts в конце 2001 и начале 2002 года. За создание версии для Game Boy Advance отвечала отдельная команда Möbius Entertainment, а её издателем выступила THQ; разработка началась в 2003 году, а уже в июне того же года в сети появились первые скриншоты из игры.
Разработчики не смогли связаться с актёрами озвучивания анимационного фильма «Бионикл: Маска света» (2003), чтобы записать их реплики для игровых кат-сцен, поэтому были вынуждены нанять других актёров с «похожими голосами». По словам менеджера по маркетингу Lego Bionicle Сары Маршалл, представители франшизы не хотели, чтобы игра представляла собой «hack and slash», так как Bionicle олицетворял нечто большее, поэтому команда решила построить боевую систему вокруг стихийных атак.
Официальный анонс Bionicle состоялся в марте 2003 года; тогда же стало известно, что в игре будет 13 протагонистов — все шесть Тоа Мата, Тоа Нува и седьмой Тоа Таканува. Разработчики отметили, что по мере развития сюжета Тоа Мата эволюционируют в Тоа Нува и, в конечном итоге, найдут своего последнего брата — Тоа света Такануву. Первые подробности об игре были оглашены во время выставки E3 2003. Ранние трейлеры, включая трейлер с E3, демонстрировали уровень с участием Тоа джунглей Ливы, который, в конечном итоге, был вырезан из итоговой версии игры. В июле того же года разработчики презентовали Bionicle на мероприятии EA «Camp EA».
Релиз версии Bionicle для Game Boy Advance состоялся 9 сентября 2003 года, тогда как версия для домашних консолей вышла месяц спустя — 20 октября.. Версия для PC поступила в продажу 28 октября и, в отличие от других версий, содержала дополнительные световые эффекты. В Европе версии для PlayStation 2, Xbox, GameCube и PC вышли 10, 17 и 31 октября. За портирование игры на Mac OS X отвечала Zonic; Feral Interactive выпустила eё 22 января 2005 года. В 2009 году Feral включила порт Bionicle для OS X в свою коллекцию Family Fun Pack 3.

## Восприятие и наследие
| Сводный рейтинг    | Сводный рейтинг | Сводный рейтинг | Сводный рейтинг | Сводный рейтинг |
| Издание            | Оценка          | Оценка          | Оценка          | Оценка          |
| Издание            | GC              | PC              | PS2             | Xbox            |
| ------------------ | --------------- | --------------- | --------------- | --------------- |
| GameRankings       | 45 %            | 49 %            | 51,31 %         | 41 %            |
| Metacritic         | 47/100          | 52/100          | 51/100          | 49/100          |
| Иноязычные издания |                 |                 |                 |                 |
| Издание            | Оценка          | Оценка          | Оценка          | Оценка          |
| Издание            | GC              | PC              | PS2             | Xbox            |
| Game Informer      | 6,0/10          | N/A             | N/A             | N/A             |
| GameSpot           | 4,7/10          | 4,7/10          | 4,7/10          | 4,7/10          |
| GameZone           | N/A             | N/A             | 7,6/10          | N/A             |
| IGN                | 3,8/10          | 3,5/10          | 3,8/10          | 3,8/10          |
| OXM                | N/A             | N/A             | N/A             | 5,5/10          |
| Cube               | 4,4/10          | N/A             | N/A             | N/A             |
| Xbox Nation        | N/A             | N/A             | N/A             | 6/10            |

По данным агрегатора рецензий Metacritic, версии Bionicle для PC и PS2 получили смешанные отзывы критиков, а GameCube и Xbox — преимущественно негативные. По большей части рецензенты критиковали короткую продолжительность игры и неотзывчивую камеру. С другой стороны, они хвалили механику поглощения элементов, которая, тем не менее, использовалась не в полной мере. Целевой аудиторией игры критики назвали фанатов франшизы Lego Bionicle и юных геймеров.
В своей рецензии для IGN Мэри Джейн Ирвин заявила, что «Bionicle можно едва ли назвать полноценной игрой». Она сетовала на «ужасную камеру» «мешанину стилей игрового процесса», «плоский сюжет» и короткую продолжительность. По мнению Бретта Тодда из GameSpot, «все чудеса вселенной Bionicle были обесценены банальным геймдизайном и ужасной системой камер»; рецензент поставил под сомнение тот факт, что юные игроки не заскучают за время прохождения короткой сюжетной кампании, которая, по его словам, была короче, чем анимационный фильм «Бионикл: Маска света». PC Gamer разделил позицию относительно плохо настроенной камеры, «которая меняет ракурсы в неподходящее время»; также он был недоволен управлением в игре, а само прохождение охарактеризовал, как «ужасно разочаровывающий опыт». Несмотря на положительную оценку отличающихся друг от друга игровых персонажей в версии для Game Boy Advance, рецензент Nintendo Power заявил, что игре больше нечего предложить.
Байрон Уилкинсон из Cube заключил, что читатели издания «получат больше удовольствия от покупки ведра Lego и последующего конструирования из него туалета», нежели от прохождения Bionicle, которую он назвал неудачным продуктом по лицензии. Фрэнк О’Коннор из журнала Official Xbox Magazine сравнил Bionicle с играми для PlayStation из-за «некачественных текстур», «примитивной камеры» и «ослепляющей цветовой палитры»; также ему не понравилось автоматическое прицеливание. Уилкинсон заявил, что игра понравится только «заядлым фанатам франшизы Bionicle», так как она «в полной мере интерпретирует чудной мелодраматичный сюжет». К числу недостатков игры Macworld отнёс лёгкую сложность для опытных игроков, короткую продолжительность, «абсолютно ужасное» управление камеры и завышенную цену версии OS X в сравнении с консольной версией; как и большинство других рецензентов он посоветовал её фанатам Bionicle, а остальным геймерам порекомендовал Rayman 3: Hoodlum Havoc (2003).
Некоторые критики отнеслись к Bionicle более благосклонно. Адам Биссенер из Game Informer назвал её «вполне годной» и лишённой каких-либо «явных проблем». Тем не менее, он выразил сомнение, что она приглянётся кому-либо, кроме «детей, чья любовь к Lego граничит с одержимостью». Рецензент Xbox Nation Пол Теобальд счёл игру «занятной» и описал механику поглощения энергии как «необходимый элемент сложности», но, в то же время, раскритиковал её «чрезвычайно короткую продолжительность» и общий дизайн уровней. Хотя GameZone также раскритиковал продолжительность игры и настройку камеры, его впечатлили разнообразные миссии, битвы с боссами и окружение на локациях; по мнению рецензента, игра могла приглянуться, «как новичкам, так и заядлым любителям платформеров». Обозревая версию для GameCube, Nintendo Power сетовал на слишком высокую сложность игры для новичков, однако порекомендовал её «опытным поклонникам платформеров». MacAddict назвал версию для OS X «впечатляющей» и «завораживающей, если не увлекательной, от начала до конца», высоко оценив графику, звуковое сопровождение, геймдизайн и «приятный» сюжет; среди недостатков он выделил неудобное управление по умолчанию и плохо настроенную камеру.
Как и в случае с другими рождественскими релизами Argonaut — SWAT: Global Strike Team (2003) и I-Ninja (2003) —, продажи Bionicle не оправдали ожиданий компании, которая не получила лицензионного вознаграждения. В октябре 2004 года Argonaut перешла к внешнему управлению, а месяц спустя все её сотрудники были уволены. 12 августа 2006 года компания была официально ликвидирована. Впоследствии в сети утекла демоверсия запланированного сиквела Bionicle: City of Legends.